# Courchelettes
 Courchelettes  es una población y comuna francesa, en la región de Norte-Paso de Calais, departamento de Norte, en el distrito de Douai y cantón de Douai-Sud-Ouest.

## Demografía
| 1847 | 2270 | 2572 | 2986 | 3018 | 2851 |
| Para los censos de 1962 a 1999 la población legal corresponde a la población sin duplicidades (Fuente: INSEE [Consultar]) |      |      |      |      |      |